# Erman Kunter
Erman Kunter (Istambul, 8 de outubro de 1956) é um ex-jogador profissional de basquete turco e treinador do Beşiktaş. Jogou para İTÜ, Beşiktaş, Eczacıbaşı, Yenişehir, Fenerbahçe Istanbul, e Çukurova Sanayispor. Ele adquiriu a nacionalidade francesa em setembro de 2010 e, desde então, mantém duas cidadanias (Francês e Turco).
Kunter é conhecido por ser o jogador que obteve o maior número de pontos em um único jogo de qualquer liga de basquete profissional do mundo, com 153 pontos marcados em um jogo da Superliga da Turquia em 1988. Nesta partida, sua equipe, o Fenerbahçe, venceu o Hilalspor por 175 a 101.
Ele jogou 213 vezes para a equipe nacional e marcou 3.699 pontos.

## Carreira de treinador
Erman treinou as equipes turcas Darüşşafaka, Beşiktaş, Galatasaray e a Seleção Turca de Basquetebol Masculino. Na França treinou as equipes ASVEL Lyon-Villeurbanne e a Cholet Basket. Em 2010 se sagrou campeão francês treinando a Cholet Basket.

## Vida pessoal
Kunter é casado com Sofia Ayten Kunter Hanımefendi, filha de Osman Nami Osmanoğlu e bisneta do sultão otomano Abdulamide II. Eles têm uma filha chamada Roksan.